# Pere Ardiaca
Pere Ardiaca i Martí (Balaguer, Lérida, 20 de junio de 1909-Moscú, URSS, 5 de noviembre de 1986) fue un político español. Miembro histórico del PSUC, en 1982 fue uno de los impulsores y fundadores del Partit dels Comunistes de Catalunya (PCC) y líder de éste hasta su muerte.

## Biografía
Ardiaca era hijo de campesinos, los cuales le enviaron al seminario de la Seo de Urgel a estudiar. No terminó sus estudios y en 1926 se trasladó a Barcelona, donde trabajó como pintor de paredes. Al negarse a cumplir el servicio militar huyó a Francia, donde se vinculó al Partido Comunista Francés. Tras la proclamación de la Segunda República en 1931 volvió a Balaguer, afiliándose al Bloque Obrero y Campesino (BOC).
Sin embargo, en 1933 abandonó el BOC e ingresó en el Partido Comunista de Cataluña (nombre que recibía en Cataluña el PCE), siendo uno de los fundadores de la sección local de Balaguer del PCC. Un año más tarde fue nombrado Secretario Político del PCC, cargo del que fue apartado tras los sucesos que desencadenó la proclamación del Estado Catalán en octubre de 1934.

### Creación del PSUC, exilio y cárcel (1936-1975)
En 1936, al producirse la creación del Partit Socialista Unificat de Catalunya (PSUC) mediante la fusión de varios partidos socialistas y comunistas catalanes entre los que se encontraba el PCC, entró a formar parte de su Comité Ejecutivo, siendo además director de Treball, el órgano del PSUC.
Tras la derrota republicana de 1939 en la guerra civil española pasó al exilio, primero en Francia, luego en la República Dominicana y finalmente en Cuba. En 1948 se integró en el secretariado del PSUC durante su exilio francés. En la crisis que en 1949 finalizó con la expulsión del PSUC de su hasta entonces secretario general, Joan Comorera, Ardiaca se alineó con Santiago Carrillo, secretario general del PCE y con Gregorio López Raimundo, otro dirigente destacado del PSUC.
En 1960, Ardiaca entró a formar parte del Comité Central del PSUC. Poco después volvió clandestinamente a Barcelona, pero fue detenido en 1962 y condenado a 21 años de prisión. Además, hasta su detención, Ardiaca había sido director de Horitzonts (desde 1962, Nous Horitzonts), la revista teórica creada por el PSUC en 1961. Permaneció en prisión hasta 1971, haciéndose de nuevo cargo de Nous Horitzonts tras salir de la cárcel, labor que desempeñaría hasta 1976. En esta época fue también el representante del PSUC en el Consell de Forces Polítiques de Catalunya.

### Transición (1975-1982)
Tras la muerte de Franco, Ardiaca fue el cabeza de lista del PSUC por la circunscripción de Lérida en las elecciones generales de 1977, sin conseguir escaño. En las primeras elecciones al Parlamento de Cataluña (1980), Ardiaca repitió como cabeza de lista en Lérida, consiguiendo esta vez ser elegido (el único del PSUC) por dicha circunscripción.
Ardiaca era, dentro del PSUC, el líder del sector "pro-soviético", el cual se encontraba enfrentado al sector "eurocomunista", dominante tanto en el PCE (con Santiago Carrillo) como en el propio PSUC (con Antoni Gutiérrez Díaz como secretario general). En enero de 1981 tuvo lugar el V Congreso del PSUC, en el que las tesis eurocomunistas fueron derrotadas y los prosoviéticos, en alianza con los "leninistas" que encabezaba Francisco Frutos, coparon los Comités Central y Ejecutivo. El Comité Central del PSUC eligió presidente del partido a Ardiaca, con Frutos como secretario general. Sin embargo, la presión del PCE hizo que en mayo, el CC del Partido, a petición del Comité Ejecutivo, recuperara la definición de "eurocomunista" del Partido, con la oposición del sector prosoviético. Ante estos hechos, Ardiaca se negó a aceptar los términos de la resolución, y fue finalmente destituido por el comité central del PSUC el 4 de julio. Al agravarse la crisis, el comité central decidió convocar un congreso extraordinario, lo que fue desautorizado por el sector prosoviético, acusando a los comités ejecutivo y central de haber vulnerado "la política aprobada por el quinto congreso". A raíz de la publicación de estas críticas, el comité central decidió sancionar y en algunos casos expulsar, como en el caso de Ardiaca, a los representantes del sector prosoviético, acusados de "fraccionalistas".

### Fundación y primeros años del PCC (1982-1986)
Finalmente, el sector prosoviético dejó el PSUC, y en abril de 1982 se constituyó el Partit dels i les Comunistes de Catalunya (PCC), del cual Ardiaca fue elegido presidente. En diciembre de 1981, Ardiaca, junto con tres de los diputados del PSUC en el Parlamento de Cataluña, pertenecientes al sector prosoviético, dejó el grupo parlamentario comunista y pasó a ser no adscrito.
Ardiaca ocupó el cargo de presidente del PCC hasta su muerte, en 1986, en Moscú. En diciembre de 1985 había sufrido una hemiplejía, permaneciendo en un hospital de la entonces capital de la Unión Soviética hasta su muerte.